# Geneviève Dormann
Geneviève Dormann, född 24 september 1933 i Paris, död 13 februari 2015 i Paris, var en fransk romanförfattarinna och journalist. Hon umgicks i kretsen kring den litterära rörelsen husarerna, vars grundläggande inställning till litteratur och samhälle hon delade. Hon tilldelades bland annat Deux magots-priset och Grand Prix du roman de l'Académie française. Hon blev även känd för att göra bitska och humoristiska uttalanden som provocerade det franska etablissemanget.

## Liv och gärning
Geneviève Dormann föddes i Paris. Hon gifte sig som 17-åring med konstnären Philippe Lejeune och fick tre barn. Paret skilde sig fem år senare och Dormann gifte så småningom om sig med författaren Jean-Loup Dabadie, som hon fick ytterligare ett barn med. Den skönlitterära debuten kom 1957 med en novellsamling. Hon arbetade som journalist från 1959 för i synnerhet Le Point och Marie Claire, men även Le Figaro Magazine och i radio. Från 1960-talet och fram till slutet av 1990-talet var hon en framträdande figur i det franska kulturetablissemanget, både som journalist och romanförfattarinna. Hon fick Deux magots-priset 1975 för le Bateau du courrier. För le Roman de Sophie Trébuchet från 1983, en biografisk roman om Victor Hugos mor, fick hon Roland de Jouvenel-priset från Franska akademien och Kléber Haedens-priset. År 1989 fick hon Grand Prix du roman de l'Académie française för le Bal du dodo, som handlar om ett ungt förälskat par i den franska aristokratin på Mauritius. Hon skrev manus till Volker Schlöndorffs film Nådaskottet från 1976, efter en roman av Marguerite Yourcenar.
Dormann tillhörde kretsen kring författarna Jacques Laurent, Michel Déon, Antoine Blondin och Roger Nimier, kallade husarerna, som förenades i sin distanserade humor, sin motvilja mot tidens vänsterpolitiska litteratur och sina kopplingar till Charles Maurras' monarkiströrelse. Dormann skydde all form av konformism och blev känd för sin förmåga att provocera och skapa kontroverser. År 1985 sade hon i en intervju i Le Crapouillot att hon blir förbannad på judarna när de kräver att hon ska känna skuld för något som hände när hon var liten, vilket föranledde polemik från tidskriften Information juive. I sin roman la Petite main från 1993 går hon till attack mot Simone Veil, som hon anklagar för att ha en "stor bak och den moldavisk-valakisk bondmorans misstänksamma blick, vakandes vid marknaden över hennes stall av kaniner". I december 1996 väckte Dormann uppståndelse när hon deltog i ett evenemang vid université Panthéon-Assas tillsammans med kända monarkister och nationalister som Jean-Claude Martinez, Jacques Trémolet de Villers, Jean-François Chiappe och Dominique Venner.

## Utgivet
- La Première pierre, noveller, 1957.
- La Fanfaronne, roman, 1959.
- Le Chemin des dames, roman, 1964.
- La Passion selon Saint-Jules, roman, 1967.
- Je t'apporterai des orages, roman, 1971.
- Le Bateau du courrier, 1974, roman, Deux magots-priset.
- Mickey l'ange, roman, 1980.
- Fleur de pêché, roman, 1980.
- Le Roman de Sophie Trébuchet, roman, 1983, Roland de Jouvenel-priset och Kléber Haedens-priset.
- Amoureuse Colette, biografi, 1984.
- Les livres du point de croix, romanserie, med Régine Deforges:
  - Le livre du point de croix, 1986.
  - Alphabets, 1987.
  - Fleurs et fruits, 1987.
  - Marquoirs, 1987.
- Le Bal du dodo, roman, 1989, Grand Prix du roman de l'Académie française.
- Paris est une ville pleine de lions, med fotografier av Sophie Bassouls, essä, 1991.
- Maurice vue du ciel, med fotografier av Guido Alberto Rossi, 1991.
- La Petite main, roman, 1993.
- La Gourmandise de Guillaume Apollinaire, biografi, 1994.
- Adieu, phénomène, roman, 1999, Maurice Genevoix-priset.